# Manota planilobata
Manota planilobata är en tvåvingeart som beskrevs av Heikki Hippa 2007. Manota planilobata ingår i släktet Manota och familjen svampmyggor.
Artens utbredningsområde är Thailand. Inga underarter finns listade i Catalogue of Life.